# Murakami Rjú
Murakami Rjú (村上 龍; Hepburn: Murakami Ryū) (Szaszebo, 1952. február 19. –) japán író és filmkészítő. A mai japán irodalom fenegyereke, aki nem csak szépprózájában és filmjeiben, hanem különféle más médiumokat is felhasználva elemzi, bírálja és gyakran sokkolja hazája társadalmát és globális környezetét.

## Élete és művészete
Eredeti neve Murakami Rjúnoszuke. A Nagaszaki prefektúrabeli Szaszebóban született, ott járt középiskolába is. A diákrockzenekar dobosa volt, rögbizett, és az iskola újságját szerkesztette. Harmadik osztályos korában barátaival elbarikádozta az iskola tetejét, ezért három hónapig házi őrizetre ítélték. Ekkoriban ismerkedett meg a hippikultúrával, amely nagy hatást gyakorolt rá. 1970-ben érettségizett, új rockbandát alapított, és független, 8 mm-es filmeket készített. 1972-től a Muszasino Képzőművészeti Egyetem hallgatója volt. Az íráson kívül e-mailmagazint szerkeszt, amelyben a globális problémákról kérdez szakértőket, tévéműsorában pedig különféle japán vezetőket faggatott és tárgyalt ki, s ez igen népszerű volt a fiatalok körében.
Egyetemista korában írta első kisregényét, a Kagirinaku tómei csikai burú-t („Majdnem átlátszó kék”), amely 1976-ban jelent meg (1979-ben részt vett a filmfeldolgozásában is). A kiábrándult japán fiatalokról, promiszkuitásról, drogozásról szóló mű elnyerte az Akutagava-díjat, s azóta 3,5 millió példányt adtak el belőle csak Japánban.
1980-as hosszabb regénye, a Koinrokká beibízu („Coin Locker Babies” vagyis Pénzautomata-babák) megtörtént esetet dolgoz fel: két anya egy vasútállomás pénzautomatájában hagyja a csecsemőjét, akik utóbb bosszút állnak a városon. A mű elnyerte a Noma-díjat.
1994-ben Gofungo no szekai („A világ öt perccel előttünk”) címmel regényt írt egy párhuzamos világú, öt perccel előbbre tartó Japánról, amelyben egy 260.000 fős amatőr japán hadsereg háborút indít Amerika és szövetségesei ellen.
2005-ös regényében, a Hanto o dejó-ban („Ki a félszigetről”) észak-koreai terroristák támadnak meg egy japán várost, a kormány tehetetlenkedik, csak a társadalom peremére szorult fiatalok csapata veszi fel a harcot, de ők sem hazafiasságból, hanem merő szórakozásból. Ez az írása is elnyerte a Noma-díjat.

## Fontosabb művei
- Kagirinaku tómei csikai burú („Majdnem átlátszó kék”, 1976)
- Koinrokká beibízu („Coin Locker Babies”, 1980)
- Sikuszutinain („Sixty-Nine”, 1987)
- Piassingu („Piercing”, 1994)
- Gofungo no szekai („A világ öt perccel előttünk”, 1994)
- Kjóko (1995)
- In za miszoszúpu („In the Miso Soup”, 1997)
- Ódison („Audition”, 1999)
- Kjószeicsú („A szimbiotikus féreg”, 2000)
- Hanto o dejo („Ki a félszigetről”, 2005)

## Magyarul
- Nyakig a miszóban. Japán pszichothriller; ford. Latorre Ágnes; Ulpius-ház, Bp., 2004 ISBN 963-9602-22-1
- Casting; ford. Simon Márton; Libri Könyvkiadó, Bp., 2012 ISBN 9789633101322
- Piercing; ford. Nagy Gergely; Libri, Bp., 2014

## Fontosabb filmjei
- Kagirinaku tómei csikai burú („Majdnem átlátszó kék”, 1979), író, rendező
- Daidzsóbu mai furendo („Rendben, my friend”, 1983), író, rendező
- Topázu („Topáz”, 1992), író, rendező
- Kjóko (2000), író, rendező